# Geniotrigona thoracica
Geniotrigona thoracica är en biart som först beskrevs av Smith 1857.  Geniotrigona thoracica ingår i släktet Geniotrigona, och familjen långtungebin. Inga underarter finns listade.

## Beskrivning
Ett tämligen litet bi, med en längd på drygt 5 mm. Färgen varierar: Huvudet är vanligen svart, med röda till rödbruna antennbaser, munsköld och käkar. Mellankroppen är mörkt röd till rödbrun, med svarta till rödbruna ben och gulaktiga vingar. Bakkroppen är svart, men kan ha en brandgul undersida. I Thailand finns en genomgående ljusare form, med delar av antennerna och större delen av mellan- och bakkroppen rödaktig.

## Ekologi
Arten tillhör de gaddlösa bina, ett tribus (Meliponini) av sociala bin som saknar fungerande gadd. Den har dock kraftiga käkar, och kan bitas ordentligt. Ingångarna till boet kläds med kåda, vilken tjänar som skydd mot olika fiender. Det är vanligt att inträngande fiender (som skalbaggar) dränks i kåda.

## Utbredning
Geniotrigona thoracica är ett sydöstasiatiskt bi som förekommer i Myanmar, Thailand, Malaysia (Sabah), Brunei och Indonesien.